# Edge of Outside
Edge of Outside è un film documentario del 2006 diretto da Shannon Davis.

## Distribuzione

### Data di uscita
- Stati Uniti d'America: 11 giugno 2006 (Atlanta Film and Video Festival)
- Stati Uniti d'America: 5 luglio 2006 (première TV)
- Hong Kong: 30 marzo 2007 (Hong Kong International Film Festival)
- Corea del Sud: 11 settembre 2007 (Seoul International Film Festival)